# Fiłaret Kołessa
Fiłaret Mychajłowycz Kołessa (ukr. Філарет Михайлович Колесса, ur. 17 lipca 1871 w wiosce Tatarsko, zm. 3 marca 1947 we Lwowie) – ukraiński etnograf, folklorysta, kompozytor, historyk muzyki i literatury.
W roku 1896 ukończył studia na wydziale filozoficznym Uniwersytetu Lwowskiego. W latach 1891–1892 studiował na Uniwersytecie Wiedeńskim m.in. harmonię u Antona Brucknera. W latach 1898–1939 był nauczycielem w gimnazjach Lwowa, Stryja i Sambora, w tym w ukraińskim gimnazjum akademickim we Lwowie. W roku 1939 został profesorem Lwowskiego Uniwersytetu im. Iwana Franki, w roku 1940 dyrektorem Lwowskiego Muzeum Etnograficznego.
Członek rzeczywisty Towarzystwa Naukowego im. Szewczenki (od 1909), Wszechukraińskiej Akademii Nauk (od 1929). Brat Ołeksandra Kołessy, ojciec Mykoły Kołessy.
Założyciel ukraińskiej etnograficznej historii muzyki. Badał rytmikę ukraińskich pieśni ludowych, pieśni ludowe Galicji, Wołynia i Łemkowszczyzny.

## Literatura
- Енциклопедія українознавства, Lwów 1993, t. 3, s. 1081–1082.
- Філарет Михайлович Колесса. Музичні твори. – Київ, 1972.